# Strinski
Strinski (del ruso: Стринский) es un jútor del raión de Timashovsk del krai de Krasnodar, en el sur de Rusia. Está situado en la orilla izquierda del río Nezaimanka, afluente del Beisug, 24 km al noroeste de Timashovsk y 76 km al norte de Krasnodar, la capital del krai. Tenía 598 habitantes en 2010.
Pertenece al municipio Nezaimánovskoye.